# Rycerskość wieśniacza
Rycerskość wieśniacza (oryginalny tytuł wł. Cavalleria rusticana) – jednoaktowa opera (melodramma) włoskiego kompozytora Pietro Mascagniego z 1890 r. Libretto napisali Giovanni Targioni-Tozzetti i Guido Menasci na podstawie opowiadania Giovanniego Vergi pt. Rycerskość wieśniacza, a właściwie jego adaptacji scenicznej. Pierwszy raz została wystawiona 17 maja 1890 w Rzymie. Uważana jest za pierwszą klasyczną operę werystyczną.

Rycerskość wieśniacza stała się najpopularniejszym dziełem w całym dorobku operowym Mascagniego.

## Historia powstania
W 1889 r. Mascagni otrzymał drugą nagrodę w konkursie na jednoaktową operę (zdobywca pierwszego miejsca nie odegrał znaczącej roli w dziejach muzyki). Dziełem tym była „Cavalleria rusticana”. Wystawienie jej miało miejsce 17 maja 1890 roku w Teatro Constanzi w Rzymie. Po prapremierze, na której publiczność urządziła kompozytorowi żywiołową owację, opera odnosiła sukcesy na wszystkich wielkich scenach Europy, nie wspominając o scenach rodzimej Italii. W pierwszym wystawieniu udział wzięły ówczesne sławy włoskiej opery: Leopoldo Mugnone (dyrygent), Roberto Stagno wraz z żoną Gemmą Bellincioni (Turiddu i Santuzza), którzy stali się specjalistami w tych rolach, Mario Ancona (Alfio), Ida Nobili (Lola) i Federica Casali (Mamma Lucia).
Opera ta uważana jest za pierwszą operę werystyczną. Do jej powodzenia przyczynił się nie tylko temat libretta napisanego przez Giovanniego Targioni-Tozzettiego i Guida Menasciego, lecz również ogólne uproszczenie środków teatralnych, ogromne bogactwo melodii oddających charakter i atmosferę południa Włoch. Również nowość, jaką była jej zwartość (tylko 1 akt) przypadła publiczności do gustu. Nie ma tu zmian scen, a zamiast baletu, Mascagni wprowadził chór. Akcja dzieje się w okresie wielkanocnym w sycylijskiej wsi, niedaleko miasteczka Francofonte. W bardzo sugestywny sposób odrysował kompozytor sceny z życia wsi, takie jak powrót z pola, msza w wiejskim kościele, czy obraz wiejskiej tawerny, a idylliczny chór „Gli aranci olezzano”, czy też majestatyczne „Regina coeli”, należą do najbardziej poruszających fragmentów muzycznych w historii opery.
Opera Rycerskość wieśniacza była grana praktycznie na deskach wszystkich renomowanych teatrów muzycznych świata, a ponieważ była zbyt krótka, aby zdołała wypełnić cały wieczór, połączono ją w stałą parę z operą Pajace Ruggera Leoncavalla. To połączenie okazało się najlepsze i utarło się określać taki program wieczoru operowego skrótem Cav/Pag (od Cavalleria rusticana i I Pagliacci).

## Obsada
- Santuzza, wieśniaczka – sopran
- Turiddu, wieśniak – tenor
- Lucia, matka Turiddu – kontralt
- Alfio, woźnica – baryton
- Lola, jego żona – mezzosopran

## Treść

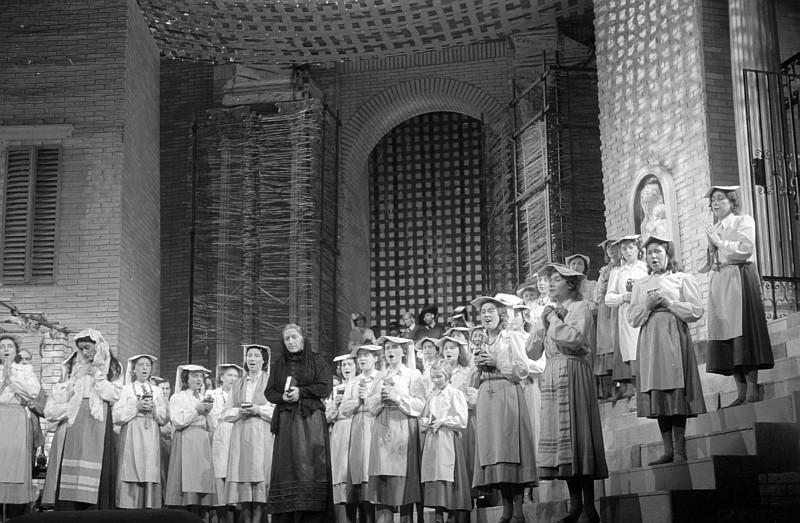
Scena z inscenizacji w operze miejskiej w Berlinie

Wioska na Sycylii, Wielkanoc. Turiddu wraca z wojska, by dowiedzieć się, że jego narzeczona Lola wyszła za mąż za woźnicę Alfia. Wówczas Turiddu z zemsty wdał się w romans z ubogą dziewczyną, Santuzzą. W momencie rozpoczęcia opery Lola, powodowana zazdrością, na nowo zaczęła spotykać się z Turiddu, zdradzając męża. Turiddu śpiewa pod jej oknami Sicilianę.
Na placu przed wiejskim kościółkiem Santuzza, będąca w ciąży z Turiddu, zaczepia Lucię i prosi ją o wieści o jej synu. Santuzza mówi, iż według plotek Turiddu był tego dnia we wsi. Pojawia się Alfio, prosząc Lucię o wino i opowiadając o tym, że widział niedawno Turiddu.

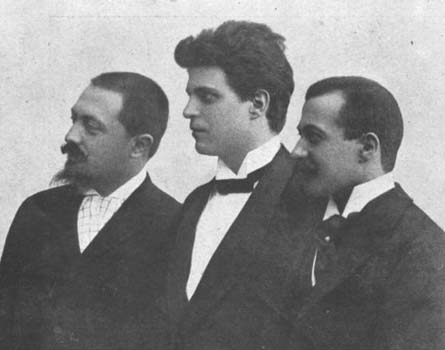
Mascagni z librecistami Giovannim Targioni-Tozzettim (L) i Guido Menascim (P)

Z kościoła dochodzi świąteczny śpiew, wychodzi procesja, do której dołącza Santuzza. Po odejściu grupy Santuzza opowiada Lucii swoją historię. Prosi ją, by modliła się za nią. Lucia wchodzi do kościoła, na placu pojawia się Turiddu. Santuzza błaga go, by do niej wrócił, lecz ten odpycha ją i idzie w stronę kościoła, gdyż chwilę wcześniej weszła tam Lola. Z kolei pojawia się Alfio, któremu zazdrosna Santuzza opowiada o zdradzie żony z Turiddu. Orkiestra gra Intermezzo.
Wieśniacy wychodzą z kościoła. Turiddu, z Lolą u boku, zaprasza przyjaciół na wino. Dołącza do nich Alfio, który nie chce pić z Turiddu i wyzywa go na pojedynek. Według sycylijskiego zwyczaju obaj wymieniają uściski, Turiddu gryzie Alfia w ucho, co oznacza chęć walki do ostatniej krwi. Alfio odchodzi, Turiddu prosi Lucię, by zaopiekowała się Santuzzą, jeśli nie wróci, po czym oddala się. Po chwili słyszany jest krzyk „Zabili Turiddu!”. Santuzza mdleje, Lucia pada na ręce kobiet z wioski.

## Znaczące inscenizacje
wg Piotr Kamiński Tysiąc i jedna opera
- Franco Zeffirelli, Covent Garden, 1959
- Metropolitan Opera w Nowym Jorku, 1970 z dyrygentem Leo Bernsteinem oraz solistami: Grace Bumbry i Franco Corellim
- La Scala, 1981 z solistami Jeleną Obrazcową i Plácidem Domingiem
- La Scala 1966, z dyrygentem Herbertem von Karajanem